# Miłkowice (Basse-Silésie)
Pour les articles homonymes, voir Miłkowice.
Miłkowice est une localité polonaise et siège de la gmina de Miłkowice, située dans le powiat de Legnica en voïvodie de Basse-Silésie.

## Histoire
De 1742 à 1945, Arnsdorf fait partie de l'arrondissement de Liegnitz dans le district de Liegnitz au sein de la province de Silésie